# Apalocnemis echinata
Apalocnemis echinata är en tvåvingeart som beskrevs av Collin 1933. Apalocnemis echinata ingår i släktet Apalocnemis och familjen Brachystomatidae. Inga underarter finns listade i Catalogue of Life.